# (4286) Rubtsov
(4286) Rubtsov est un astéroïde de la ceinture principale.

## Description
(4286) Rubtsov est un astéroïde de la ceinture principale. Il fut découvert le 8 août 1988 à Nauchnyj par Lioudmila Tchernykh. Il présente une orbite caractérisée par un demi-grand axe de 2,92 UA, une excentricité de 0,07 et une inclinaison de 2,9° par rapport à l'écliptique.

## Compléments